# Pružina

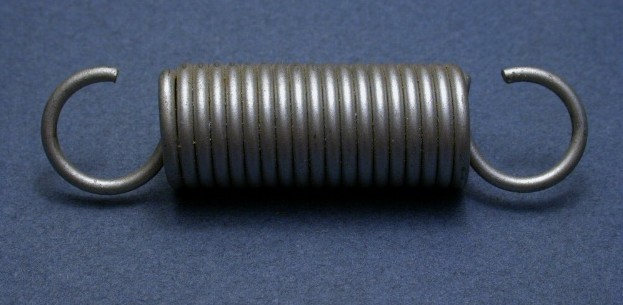
Šroubovitá tažná pružina

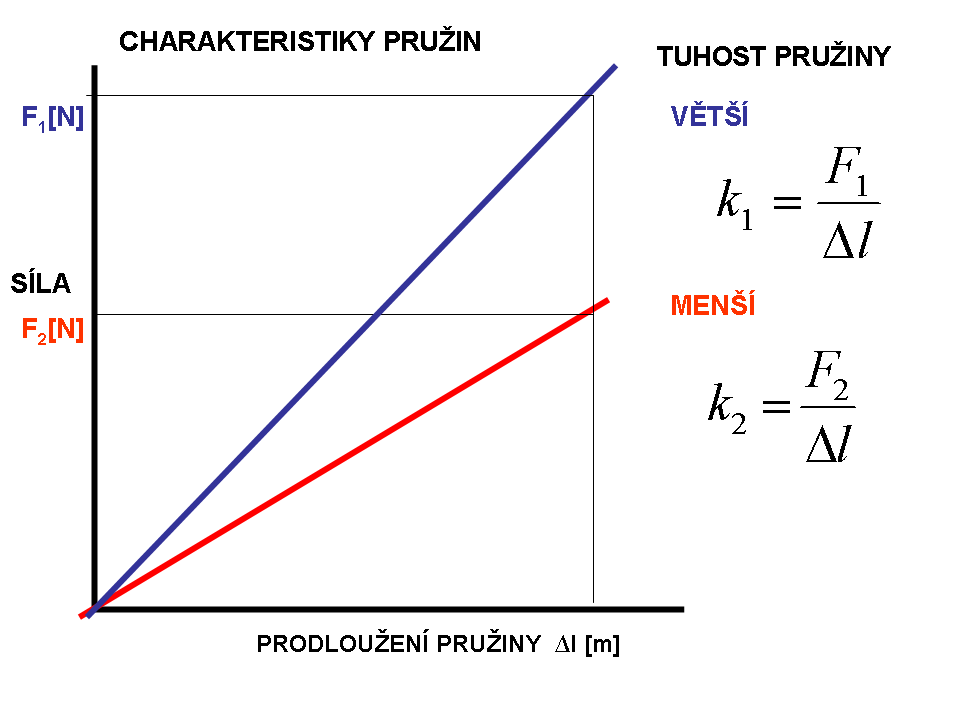
Charakteristiky dvou pružin. Modrá přímka představuje pružinu s větší tuhostí, která při stejném roztažení klade vyšší odpor.

Pružina (lidově nazývaná též pero nebo péro) je strojní součást, která umožňuje v jednom nebo i více směrech elastickou deformaci: působením síly se deformuje, ale když síla přestane působit, vrací se do původního tvaru. Využívá se buď k zachycení, akumulaci sil (jako pero u hodin) nebo k pružnému spojení jiných součástí tak, aby se rázy a kmitání neodpružené součásti (například nápravy) nepřenášely na část odpruženou (například podvozek). Pružina obvykle působí silou závislou na velikosti její výchylky z klidové polohy a ve směru proti této výchylce. Charakteristika pružiny je obecně křivka vyjadřující závislost mezi silou působící na pružinu a její pružnou deformací.

## Lineární pružina
U mnoha reálných pružin, především u často užívané šroubové tlačné pružiny či torzních tyčí, je tato závislost téměř lineární, v grafickém vyjádření je to tedy úsečka; sklon této úsečky udává tuhost pružiny, což je konstanta vyjadřující sílu potřebnou k jednotkové deformaci pružiny. V tomto případě přímé úměrnosti síly a výchylky tedy lze matematicky takové chování vyjádřit Hookovým zákonem následovně:
{\displaystyle F=-k\cdot x}
kde {\displaystyle F} je síla pružiny, {\displaystyle k} je koeficient tuhosti, {\displaystyle x} představuje výchylku pružiny z klidového stavu.
Plocha pod křivkou odpovídá dodané práci potřebné k určité deformaci pružiny neboli akumulované potenciální energii zatížené pružiny. V případě přímé úměrnosti tedy je:
{\displaystyle E_{p}=W={\frac {1}{2}}F\cdot x}{\displaystyle ={\frac {1}{2}}k\cdot x^{2}}
Těleso zavěšené na pružině je jedním z nejjednodušších mechanických oscilátorů, tedy soustavou vykonávající kmitání. Pokud zanedbáme tlumení, vykonává těleso o hmotnosti m na pružině s tuhostí k harmonické kmity o vlastní úhlové frekvenci rovné
{\displaystyle \omega ={\sqrt {\frac {k}{m}}}\,}

## Základní rozdělení pružin

### Kovové pružiny
- Pružiny namáhané ohybem:

Materiál pružin není optimálně využit zejména u kruhového průřezu.
- listové pružiny – díky tření mezi listy mají tlumící (nelineární) účinek
- vzpěrná listová pružina – její tuhost je degresivní čili s výchylkou prudce klesá (téměř až k nule)
- šroubovité pružiny zkrutné
- spirálové pružiny

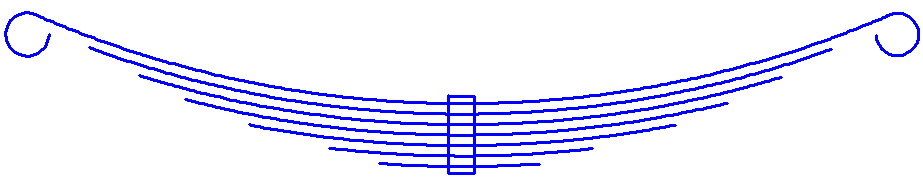
Listová pružina
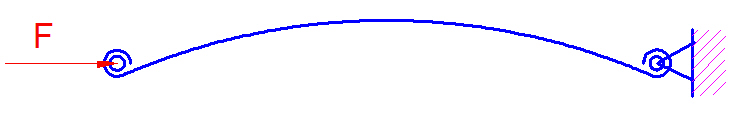
Vzpěrná pružina (degresivní)
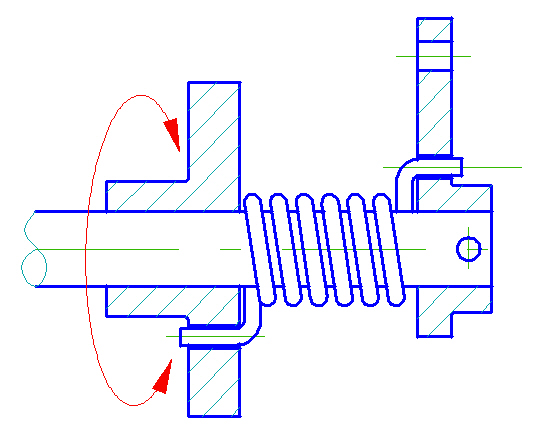
Vinutá zkrutná pružina
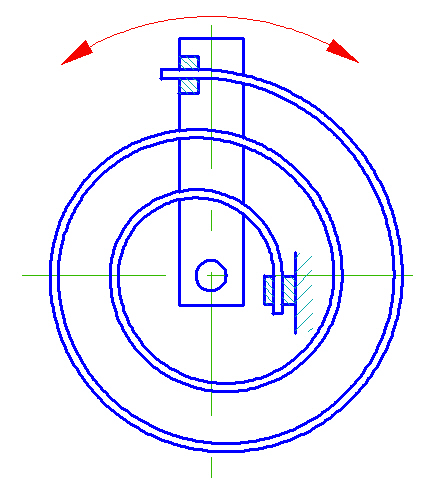
Spirálová pružina

- Pružiny namáhané krutem:

Materiál pružin je 2× lépe využit než u pružin namáhaných ohybem.
- šroubovité pružiny válcové (tažné a tlačné)

Tuhost vinutých pružin je dána průměrem drátu, počtem "činných" závitů a průměrem vinutí. U progresivních pružin (kuželovitých, soudkovitých, s proměnným stoupáním) závity postupně dosedají na sebe, počet činných závitů se snižuje, čili tuhost stoupá.
Tažné pružiny tím, že namáhají oka ohybem jsou nehospodárné ve srovnání s tlačnými pružinami.
- šroubovité pružiny kuželové
- zkrutné (torzní) tyče

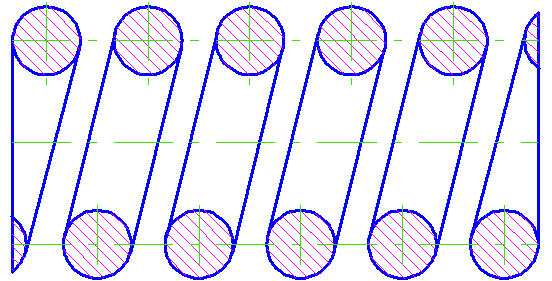
Vinutá tlačná pružina
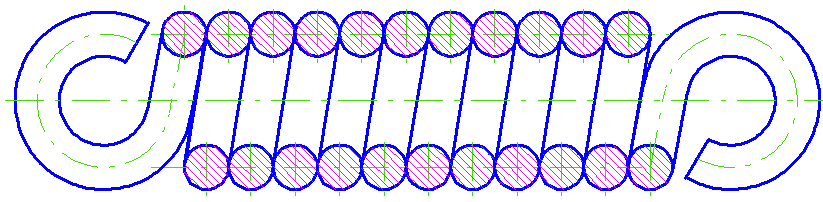
Vinutá tažná pružina
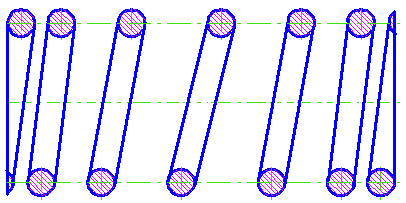
Progresivní vinutá tlačná pružina s proměnným stoupáním
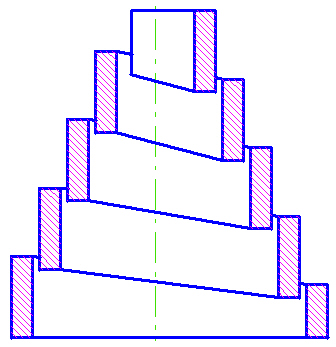
Progresivní kuželovitá tlačná pružina (Baillieho)
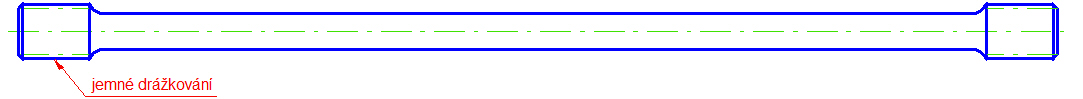
Torzní tyč

- Pružiny namáhané kombinovaně
- talířové pružiny
- kroužkové pružiny

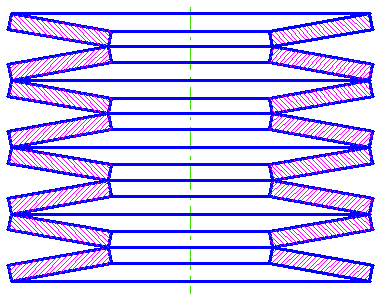
Talířová složená pružina tlačná
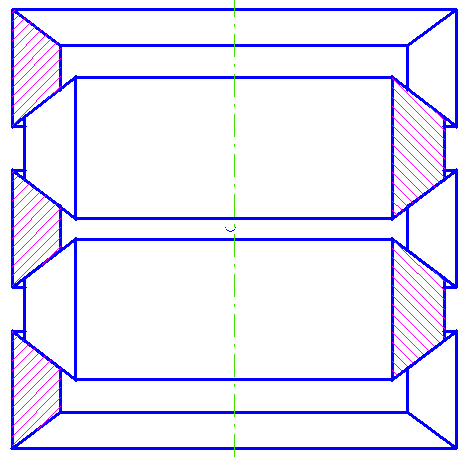
Kroužková pružina

### Pryžové pružiny
- Pryžové pružiny (silentbloky)

Materiál přírodní nebo syntetická pryž nebo pružný plast.
Vlastnosti pryžových pružin:
- mají omezenou životnost
- mají velkou tuhost a menší zdvih
- mají velký tlumící účinek, takže se zahřívají
- mají omezenou odolnost proti chemickým látkám (olejům, rozpouštědlům,..)
- stárnou vlivem UV záření

- Zatížené tlakem
- Zatížené smykem
- Zatížené krutem
- Gumové špalky
- Gumové dorazy
- Gumová lana

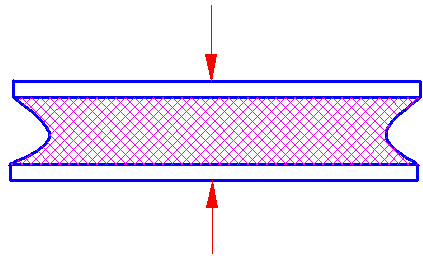
Pryžová tlačná
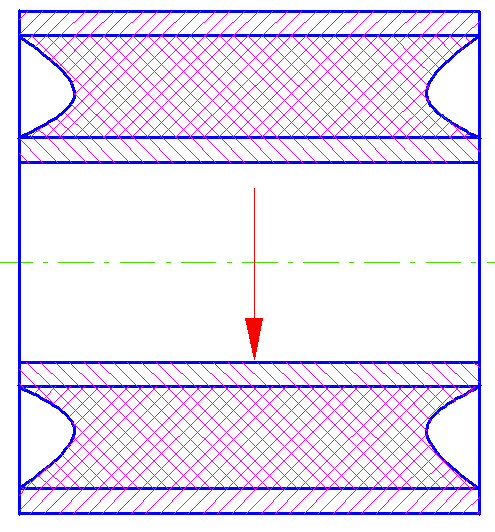
Pryžová tlačná pouzdrová
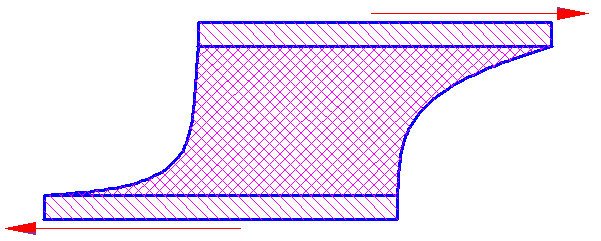
Pryžová pružina zatížená smykem
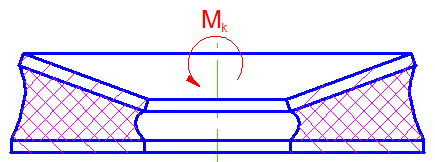
Pryžová pružina zatížená krutem

### Pneumatické pružiny
Pneumatické pružiny využívají stlačitelnost plynů.
- čistě pneumatické (měchy, plynové válce) - mají progresivní průběh tuhosti
- hydropneumatické
- Plynové pružiny – vzpěry - pístnice- (válce plněné stlačeným dusíkem a olejem), mají až o 75 % nižší hmotnost než ocelové pružiny. Poměrně velké tření způsobené tlakem plynu na ucpávku zvětšuje rozdíl mezi zasouvací a vysouvací silou. Síla plynové pružiny je přímo úměrná plnicímu tlaku v pružině a také poměru pístní tyčky a samotného válce. Pomocí různé délky válce lze při stejném pracovním zdvihu měnit progresivitu (nárůst síly při stlačování u standardních vzpěr cca 20 %). Olejová náplň slouží jako mazadlo pístní tyčky,ale i jako koncové tlumení (množství oleje ovlivňuje délku tohoto tlumení).

Dělí se na:
- tlačné (nejrozšířenější)
- tažné (kde není dostatek místa pro klasické tlačné vzpěry) Vnitřní uspořádání tažné plynové pružiny
- s blokací - používají všude tam, kde je potřeba plynovou vzpěru zablokovat v určité poloze. Zmáčknutím ovládacího kolíku se otevře pístní ventil a píst se může vysouvat nebo zasouvat. Plynová vzpěra se zablokuje automaticky po uzavření pístního ventilu. Podle typu blokace jsou plynové vzpěry s pružnou blokací – válec je plněn dusíkem, tvrdou blokací nebo extra tvrdou blokací – válec je plněn olejem. Nejčastější uplatnění naleznou v nábytkářském průmyslu, sedadlech, lůžkách, operačních nebo masážních stolech.
- Radiální měch – roztahuje se do stran, zvenčí je sevřen pružnými kroužky
- Axiální měch – má stavitelnou pracovní výšku (délku)
- Hydropneumatická pružina – má stavitelnou pracovní polohu. K odpružení ji využívá firma Citroën a další automobilky. U autobusů umožňuje "pokleknutí" na zastávce pro snazší nastupování a vystupování.

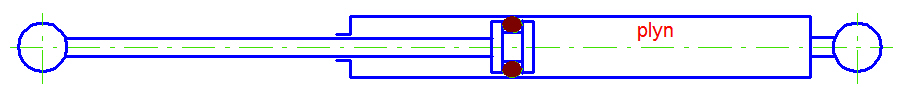
Pneumatická pístnice plněná dusíkem
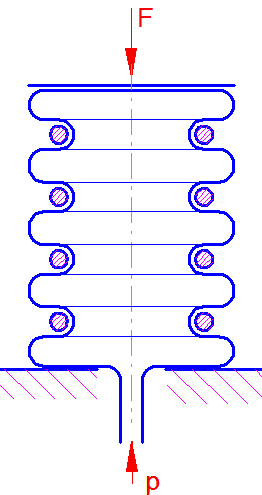
Radiální měch
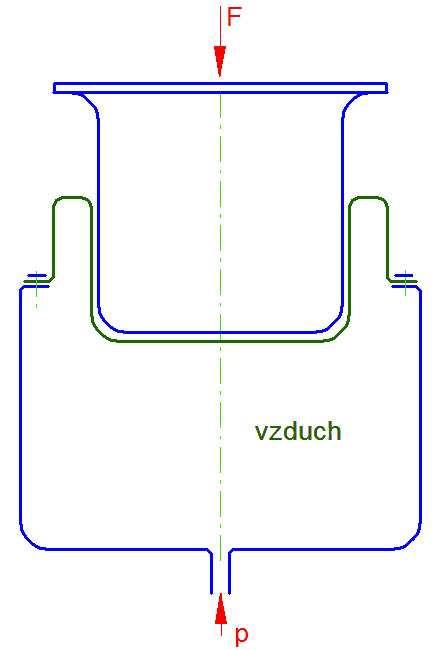
Axiální měch
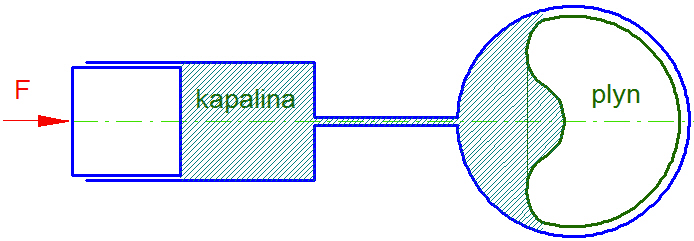
Hydropneumatická pružící jednotka